# アリヤ・サイヨンマ
アリヤ・サイヨンマ（Arja Saijonmaa、1944年12月1日 - ）は、ヘルシンキ出身のスウェーデン系フィンランド人の歌手、政治家。

## プロフィール

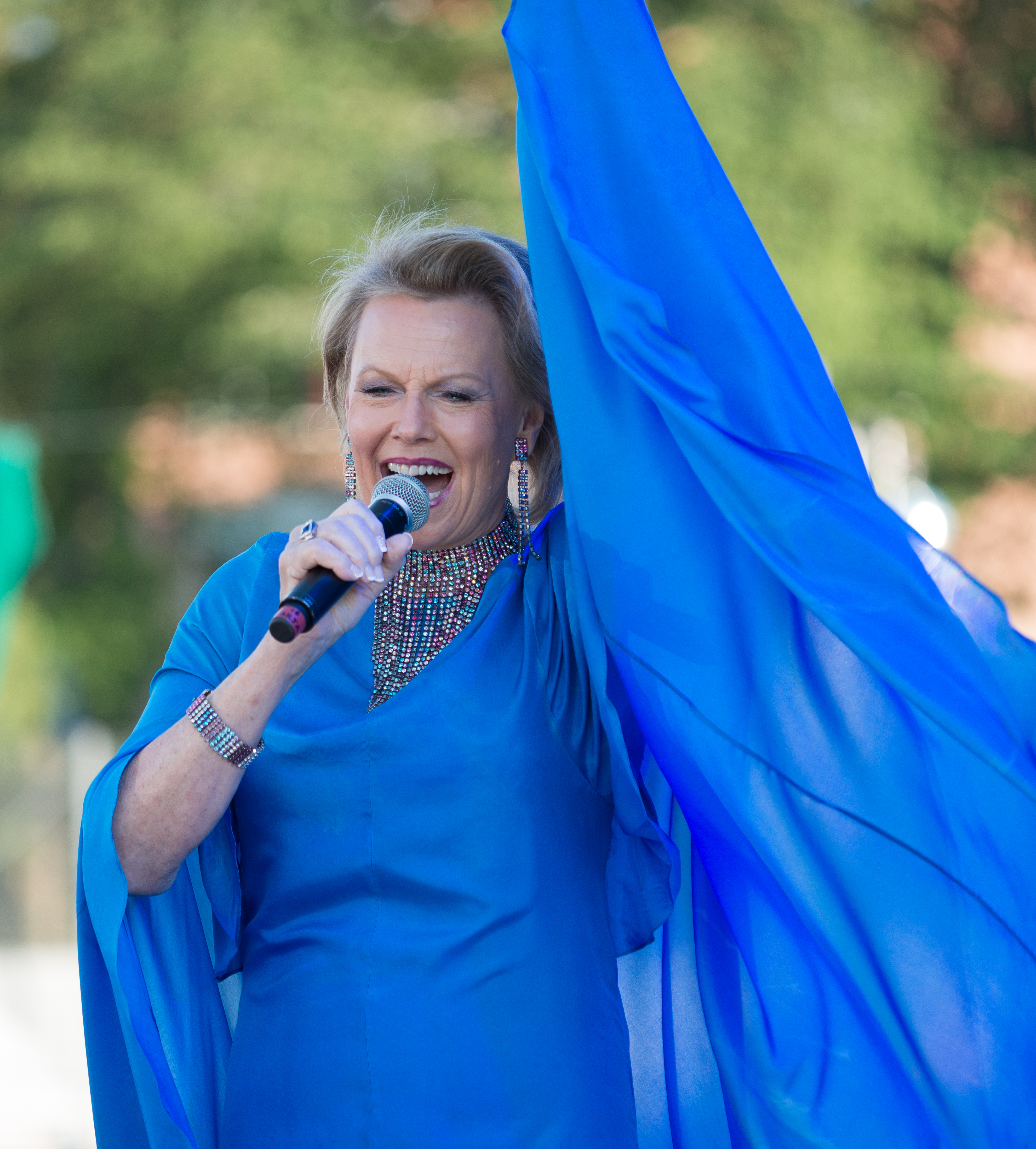
ストックホルムで開催されたプライド・パレードに出演（2014年7月31日）

アリヤは、ヘルシンキ大学と音楽学校であるシベリウス・アカデミーを卒業し、スウェーデンで歌手として1970年代から80年代にヒットを飛ばした。
また、1987年のメロディーフェスティバーレンに "Högt över havet" という歌で参加したが一位から1点差でユーロビジョンブリュッセル大会への切符を逃した。
2005年のメロディーフェスティバーレンには"Vad du än trodde så trodde du fel" という歌で参加したが地区準決勝で最下位という結果に終わった。
政治家としても活動しており、スウェーデン人民党に加盟していて1987年に国連難民大使に任命された。

## 主な代表作
- Dansa Rumba
- Millioner Rosor
- Högt över havet (1987)
- La Cumparsita
- Tango Jaulosie
- Svarta ögon
- Vad du än trodde så trodde du fel (2005)
- Jag vill leva i Europa
- Talvilintu(1971)
- Gabriela (1990)

また、サウナについて書いた著書がある。